# 두개의 빛: 릴루미노
"두개의 빛: 릴루미노"는 삼성전자가 저시력 장애인들의 불편을 해소하고자 만든 VR용 애플리케이션 '릴루미노'를 소재로  제작한 단편영화이다. 2017년 12월 21일 온라인을 통해 공개되었고, 12월 27일부터는 시청각장애인을 위한 배리어프리 버전도 함께 공개되었다.